# Mailand–Sanremo 2014
Der 105. Rad-Klassiker Mailand–Sanremo fand am 23. März 2014 statt. Wie schon im Vorjahr fand das Rennen an einem Sonntag statt. Es war Teil der UCI World Tour 2014 und innerhalb dieser das vierte Rennen. Es siegte der Norweger Alexander Kristoff aus der russischen Mannschaft Katusha.

## Teilnehmer
| ProTeams AG2R La Mondiale Astana Pro Team Belkin-Pro Cycling Team BMC Racing Team Cannondale FDJ.fr Garmin Sharp Lampre-Merida Lotto Belisol | Movistar Team Omega Pharma-Quick Step Orica GreenEdge Team Europcar Team Giant-Shimano Team Katusha Team Sky Tinkoff-Saxo Trek Factory Racing |
| Professional Continental Teams Androni Giocattoli-Venezuela Bardiani CSF IAM Cycling MTN Qhubeka                                             | Team NetApp-Endura UnitedHealthcare Professional Cycling Team Neri Sottoli                                                                    |

Startberechtigt waren die 18 ProTeams. Zusätzlich vergab der Veranstalter Wildcards an sieben Professional Continental Teams. Jede Mannschaft trat mit acht Fahrern an.

## Rennverlauf
Bei schlechten Witterungsbedingungen wurde das Rennen gegen 9:50 Uhr gestartet. Zu Beginn konnte sich eine siebenköpfige Spitzengruppe um Nicola Boem, Antonio Parrinello, Marc de Maar, Matteo Bono, Maarten Tjallingii, Nathan Haas und Jan Bárta absetzen. Die Ausreißer konnten einen Vorsprung von 10 Minuten herausfahren, bevor die Mannschaft Cannondale um Peter Sagan mit der Tempoarbeit im Hauptfeld begann. 70 Kilometer vor dem Ende befanden sich nur noch fünf Fahrer an der Spitze. Nicola Boem war abgehängt worden und Nathan Haas verlor aufgrund eines Defektes den Anschluss. Bevor die Cipressa erreicht wurde, ließ der Regen nach. Im Anstieg zur Cipressa gab es dann Angriffe aus dem Hauptfeld. Vincenzo Nibali konnte sich 25 Kilometer vor dem Ziel absetzen. 20 Kilometer vor dem Ziel hatte der Italiener die letzten Mitglieder der ehemaligen Spitzengruppe bereits überholt. Er konnte maximal einen Vorsprung von 49 Sekunden auf das Peloton herausfahren. Neun Kilometer vor dem Ziel wurde Nibali vom Feld eingeholt. Im Anstieg zum Poggio di Sanremo gab es mehrere Angriffe, doch konnte sich keiner vom Feld absetzen. Es kam so zum Sprint einer 25-köpfigen Gruppe, den Alexander Kristoff vor Fabian Cancellara und Ben Swift für sich entschied.

## Ergebnis
| #   | Fahrer             | Team                    | Zeit                   |
| --- | ------------------ | ----------------------- | ---------------------- |
| 1.  | Alexander Kristoff | Team Katusha            | 6:55:56 h (42.41 km/h) |
| 2.  | Fabian Cancellara  | Trek Factory Racing     | gleiche Zeit           |
| 3.  | Ben Swift          | Team Sky                | gleiche Zeit           |
| 4.  | Juan José Lobato   | Movistar Team           | gleiche Zeit           |
| 5.  | Mark Cavendish     | Omega Pharma-Quick Step | gleiche Zeit           |
| 6.  | Sonny Colbrelli    | Bardiani CSF            | gleiche Zeit           |
| 7.  | Zdenek Stybar      | Omega Pharma-Quick Step | gleiche Zeit           |
| 8.  | Sacha Modolo       | Lampre-Merida           | gleiche Zeit           |
| 9.  | Gerald Ciolek      | MTN Qhubeka             | gleiche Zeit           |
| 10. | Peter Sagan        | Cannondale              | gleiche Zeit           |